# Temperature
«Temperature» es una canción reggae–dancehall del cantante jamaicano Sean Paul , la cual se convirtió en el tercer sencillo del álbum The Trinity (2005).Test

## Información de la Canción
La canción fue producida por Rohan "Snowcone" Fuller y con una recibida positivamente por los críticos y especialistas en música. La canción fue lanzada mundialmente durante el mes de marzo de 2006, y se convirtió en su tercer hit número uno dentro del Billboard Hot 100, donde permaneció una semana. Entró en top 10 de Canadá y Francia, y a nivel mundial se le podría considerar de éxito medio.

## Video
El video musical simplemente se enfoca en las cuatro estaciones del año (primavera, verano, otoño e invierno) y en un termómetro (haciendo referencia a la letra de la canción). Con sensuales bailarinas rodeándolo en cada escena del video, son las encargadas de realizar la coreografía de la canción bailable. El clímax del video es una competencia de baile callejera en un estacionamiento donde Sean Paul tiene en sus manos un teléfono celular de alta definición.

## Posicionamiento
| Listas (2006)                     | Posición |
| --------------------------------- | -------- |
| Argentina Singles Chart           | 5        |
| Alemania Top 100 Singles          | 14       |
| Australia ARIA Top 50 Singles     | 5        |
| Austria Top 75 Singles            | 19       |
| Bélgica Top 50 Singles            | 8        |
| Canadá Billboard Hot 100 Singles  | 2        |
| Costa Rica Top 40 Singles Chart   | 1        |
| Francia Top 100 Singles           | 4        |
| Irlanda Top 50 Singles            | 20       |
| Países Bajos Top 40               | 6        |
| Polonia Top 20 Singles            | 2        |
| Reino Unido (U.K.) Top 75 Singles | 11       |
| Suecia Top 60 Singles             | 24       |

| Listas (2006)                          | Posición |
| -------------------------------------- | -------- |
| Suiza Top 100 Singles                  | 10       |
| U.S. Billboard Hot 100                 | 1 (1 sm) |
| U.S. Billboard Hot 100 Airplay (Radio) | 1 (1 sm) |
| U.S. Billboard Hot Digital Songs       | 2        |
| U.S. Billboard Pop 100                 | 2        |
| U.S. Billboard Pop 100 Airplay (Radio) | 1 (1 sm) |
| U.S. Billboard Hot R&B/Hip-Hop Songs   | 5        |
| U.S. Billboard Hot Rap Tracks          | 2        |
| U.S. Billboard Ringtones               | 4        |
| U.S. Billboard Top 40 Mainstream       | 1 (2 sm) |

### Trayectoria en las Listas
| Posición | 84 | 4 | 6 | 4 | 5 | 4 | 9 | 12 | 26 | 33 | 54 | 52 | 75 | 85 | 97 |

## Lista de canciones
- CD sencillo (Versión Europea)

1. «Temperature» (Henriques, S./Marshall, A./Fuller, R.) — 3:39
2. «U a Pro» (Henriques, Sean Paul/Burrell, C./Birch, C.) — 3:00

| Predecesor: "So Sick" de Ne-Yo | Sencillo número uno en el Billboard Hot 100 1 de abril de 2006 | Sucesor: "Bad Day" de Daniel Powter |